# جورج بيرك
جورج بيرك (بالإنجليزية: George Burke)‏ (18 أغسطس 1847 في المملكة المتحدة - 24 يوليو 1920) هو لاعب كريكت بريطاني (وحمل سابقاً جنسية المملكة المتحدة لبريطانيا العظمى وأيرلندا).

## وصلات خارجية
- جورج بيرك على موقع إي آس بي آن كريك إنفو (الإنجليزية)